# Ергашев Мубін Асрорович
Мубін Асрорович Ергашев (тадж. Мубин Асрорович Эргашев, нар. 8 травня 1965) — радянський і таджицький футболіст, що грав на позиції півзахисника. По закінченні кар'єри футболіста — таджицький футбольний тренер. Відомий за роботою в низці таджицьких клубів, працював також із національною збірною Таджикистану.

## Клубна кар'єра
Мубін Ергашев розпочав виступи у професійному футболі в 1991 році в команді другої ліги СРСР «Регар». У наступному році Ергашев грав у складі «Регара» вже в чемпіонаті незалежного Таджикистану. У 1993—1994 роках футболіст грав у іншому таджицькому клубі СКІФ, а в 1996 році в складі клубу «Ірригатор». У 1996 році таджицький півзахисник грав у казахському футбольному клубі «Батир» (Екібастуз). У 1997 році гравець повернувся на батьківщину, де став гравцем клубу «СКА-ППО-Памір», а в 1998 році перейшов до клубу «Саддам». У 1999—2000 роках Ергашев грав у складі клубу «Варзоб», у якому став чемпіоном Таджикистану та володарем Кубка Таджикистану. У 2001—2005 роках футболіст знову грав у складі клубу «ЦСКА-Памір», після чого завершив виступи на футбольних полях.

## Тренерська кар'єра
Мубін Ергашев розпочав тренерську кар'єру з роботи асистентом головного тренера клубу «Регар-ТадАЗ», пізніше до 2013 року працював асистентом головного тренера клубу «Істіклол». Паралельно з 2008 до 2013 Ергашев був асистентом головного тренера національної збірної Таджикистану. У 2013 році тренер уперше в кар'єрі тимчасово очолив національну збірну країни. У 2014 році Ергашев очолив як головний тренер клуб «Істіклол», з яким у 2014—2016 роках тричі ставав чемпіоном Таджикистану, володарем Кубка Таджикистану та володарем Суперкубка Таджикистану, а також привів команду до фіналу Кубка АФК. У 2015 році тренер удруге за кар'єру очолив національну збірну, з якою працював до 2016 року.
На початку 2017 року Мубін Ергашев став головним тренером клубу «Баркчи»., одночасно також тренував юнацьку збірну Таджикистану віком до 19 років. У 2020 році Ергашев виконував обов'язки головного тренера клубу «Істіклол», а пізніше в цьому ж році працював у клубі «Локомотив-Памір». З 2021 року Мубін Ергашев працює головним тренером молодіжної збірної Таджикистану.

## Титули і досягнення

### Як гравця
- Чемпіон Таджикистану (1):

«Варзоб»: 1999
- Володар Кубка Таджикистану (1):

«Варзоб»: 1999

### Як тренера
- Чемпіон Таджикистану (3):

«Істіклол»: 2014, 2015, 2016
- Володар Кубка Таджикистану (3):

«Істіклол»: 2014, 2015, 2016
- Володар Суперкубка Таджикистану (3):

«Істіклол»: 2014, 2015, 2016